# 田中真木子
田中 真木子（たなか まきこ1976年12月7日 - ）は元フリーアナウンサー。新潟県新潟市出身。

## 人物・略歴
- 新潟県立新潟高等学校を経て津田塾大学学芸学部英文科卒業後、1999年に新潟総合テレビ入社。およそ3年間、アナウンサーとして在籍。退職後フリーとなり、セント・フォースに所属。
- 2002年から1年間NHK教育『科学大好き土よう塾』出演。
- 2003年4月からTBSテレビが運営するCS放送『TBSニュースバード』にキャスターとして務めたが、2004年6月に降板。

## 過去（NSTアナウンサー在籍時）
- NSTスーパーニュース